# Copa de Alemania 1953-54
La Copa de Alemania 1953-54 fue la undécima edición del torneo de copa anual de fútbol de Alemania Federal que se jugó del 1 de agosto de 1953 y que terminó el 17 de abril de 1954, y que contó con la participación de 8 equipos.
El VfB Stuttgart venció en la final al 1. FC Köln en el Südweststadion para ser campeón de copa por primera vez.

## Cuartos de final
| 1-8-1953             |       |                         |       |
| 1. FC Kaiserslautern | 2 – 3 | Hamburger SV            |       |
| 1. FC Köln           | 3 – 2 | Viktoria 89 Berlin      |       |
| TuS Neuendorf        | 2 – 1 | 1. FC Nürnberg          |       |
| VfB Stuttgart        | 1 – 1 | SC 09 Bergisch Gladbach | (AET) |

### Replay
| 1-8-1953                |       |               |
| SC 09 Bergisch Gladbach | 0 – 6 | VfB Stuttgart |

## Semifinales
| 13-12-1953    |       |               |       |
| Hamburger SV  | 1 – 3 | 1. FC Köln    | (AET) |
| VfB Stuttgart | 2 – 2 | TuS Neuendorf | (AET) |

### Replay
| 25-3-1954     |       |               |
| TuS Neuendorf | 0 – 2 | VfB Stuttgart |

## Final
| 17 de abril de 1954 | VfB Stuttgart | 1–0 (t. s.) | 1. FC Köln | Südweststadion, Ludwigshafen                      |                                                   |
|                     | Waldner 94'   | Reporte     |            | Asistencia: 60 000 espectadores Árbitro(s): Dusch | Asistencia: 60 000 espectadores Árbitro(s): Dusch |

| VfB Stuttgart | 1. FC Köln |

| ARQ          |  | Karl Bögelein        |
| DEF          |  | Erich Retter         |
| DEF          |  | Richard Steimle      |
| MED          |  | Pit Krieger          |
| MED          |  | Robert Schlienz      |
| MED          |  | Karl Barufka         |
| DEL          |  | Ludwig Hinterstocker |
| DEL          |  | Otto Baitinger       |
| DEL          |  | Walter Bühler        |
| DEL          |  | Rolf Blessing        |
| DEL          |  | Erwin Waldner        |
| Entrenador:  |  |                      |
| Georg Wurzer |  |                      |

| ARQ          |  | Frans de Munck    |
| DEF          |  | Stefan Langen     |
| DEF          |  | Hans Graf         |
| MED          |  | Paul Mebus        |
| MED          |  | Benno Hartmann    |
| MED          |  | Herbert Dörner    |
| DEL          |  | Walter Müller     |
| DEL          |  | Georg Stollenwerk |
| DEL          |  | Berthold Nordmann |
| DEL          |  | Josef Röhrig      |
| DEL          |  | Hans Schäfer      |
| Entrenador:  |  |                   |
| Karl Winkler |  |                   |